# Mickey Roker

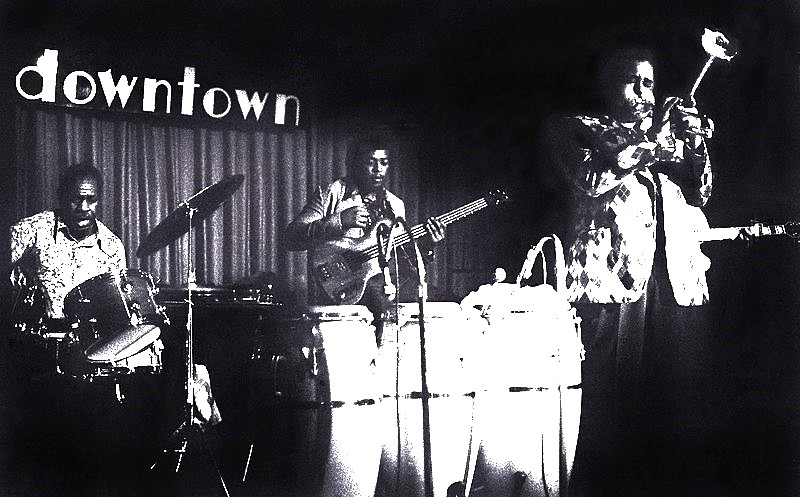
Mickey Roker, Ben Brown i Dizzy Gillespie, 1977

Granville William Roker, ps. „Mickey” (ur. 3 września 1932 w Miami, zm. 22 maja 2017 w Filadelfii) – afroamerykański perkusista jazzowy.

## Życiorys
Urodził się w skrajnie biednej rodzinie. Jego rodzicami byli Granville senior i Willie Mae. Ojciec nigdy nie mieszkał z żoną i synem, natomiast matka zmarła, kiedy miał dziesięć lat. Po jej śmierci babka zabrała go do Filadelfii na wychowanie u wujka – Waltera. Od niego dostał swój pierwszy zestaw perkusyjny. On również zaszczepił w nim miłość do jazzu i pokazał tętniącą życiem filadelfijską scenę jazzową. Wkrótce idolem chłopaka stał się słynny perkusista Philly Joe Jones.
Sam szybko nauczył się grać i nieustannie ćwiczył. Początkowo występował w zespołach rhythmandbluesowych, W niedługim czasie jednak wkroczył do świata jazzu. Na początku lat 50. zaczął zdobywać renomę, grając w big-bandach. Współtwórca bebopu, trębacz i bandlider  Dizzy Gillespie powiedział: Kiedy już Mickey poda odpowiedni rytm, cokolwiek by się działo – można jechać do Paryża i wrócić – rytm się nie zmieni. To duża rzecz. Stał się poszukiwanym sidemanem. W Filadelfii grał m.in. z saksofonistami Jimmym Oliverem i Jimmym Heathem, oraz przyjeżdżającymi na występy gościnne pianistą McCoyem Tynerem i trębaczem Lee Morganem.
W 1959 przeniósł się do Nowego Jorku. Przez następne lata grał tam z tak cenionymi artystami, jak Gigi Gryce, Ray Bryant, Joe Williams, Junior Mance, Nancy Wilson, Art Farmer, Sonny Rollins, Milt Jackson, Clifford Jordan, Morgan i Duke Pearson. W tym okresie był także stałym, choć niedługoterminowym, członkiem orkiestry wytwórni Blue Note, biorąc udział w licznych sesjach nagraniowych.  
W 1971 rozpoczął długą, niemal dziesięcioletnią współpracę z Dizzym Gillespiem. która trwała do końca dekady. W latach 80. powrócił do pracy „wolnego strzelca”, grając w zespołach Oscara Petersona, Bryanta, Zoota Simsa, Milta Jacksona i Raya Browna. W 1992 podczas imprez okolicznościowych zajął miejsce w The Modern Jazz Quartet dotkniętego udarem Conniego Kaya. Późniejsze lata spędził, mieszkając i pracując w okolicach Filadelfii.
U schyłku życia leczył się na cukrzycę i raka płuc, ale żadna z tych chorób nie przyczyniła się bezpośrednio do jego śmierci. Zmarł w wieku 84. lat.

## Wybrana dyskografia

### Jako sideman
Z Natem Adderleym
- 1963 Little Big Horn (Riverside)

Z Genem Ammonsem
- 1972 Got My Own (Prestige)
- 1973 Big Bad Jug (Prestige)
- 1976 Together Again for the Last Time – Gene Ammons–Sonny Stitt (Prestige)

Z Royem Ayersem
- 1969 Daddy Bug (Atlantic)

Z Randym Breckerem
- 1969 Score (Solid State)

Z Rayem Brownem
- 1987 Red Hot Ray Brown Trio (Concord)

Z Rayem Bryantem
- 1961
  - Con Alma (Columbia)
  - Dancing the Big Twist (Columbia)
- 1981 Potpourri (Pablo)

Z Jonem Faddisem
- 1976 Youngblood (Pablo)

Z Artem Farmerem
- 1967
  - The Time and the Place (Columbia)
  - The Art Farmer Quintet Plays the Great Jazz Hits (Columbia)
- 2007 The Time and the Place – The Lost Concert (Mosaic)

Z Frankiem Fosterem
- 1968 Manhattan Fever (Blue Note)

Z Dizzym Gillespiem
- 1975
  - Dizzy Gillespie's Big 4 (Pablo)
  - Afro-Cuban Jazz Moods (Pablo)
  - The Dizzy Gillespie Big 7 (Pablo)
- 1976
  - Bahiana (Pablo)
  - Carter, Gillespie Inc. (Pablo)
- 1977 Dizzy’s Party (Pablo)

Z Gigim Grycem
- 1960
  - Saying Somethin’! (New Jazz)
  - The Hap’nin’s (New Jazz)
  - The Rat Race Blues (New Jazz)
- 2011 Doin’ the Gigi (Uptown)

Z Herbiem Hancockiem
- 1968 Speak Like a Child (Blue Note)

Z Genem Harrisem
- 1986 The Gene Harris Trio Plus One (Concord Jazz)

Z Bobbym Hutchersonem
- 1971 San Francisco (Blue Note)

Z Miltem Jacksonem
- 1967 Born Free (Limelight)
- 1968 Milt Jackson and the Hip String Quartet (Verve)
- 1974 Olinga (CTI)
- 1975 The Milt Jackson Big 4 (Pablo)

Z Hankiem Jonesem
- 1978 Groovin’ High (Muse Records)

Z Samem Jonesem
- 1979 Something New (Interplay Records)

Z Juniorem Mance’em
- 1962 Happy Time (Jazzland)
- 1963 Junior¹s Blues (Riverside)
- 2003 Junior Mance & Joe Temperley – Monk (Chiaroscuro Records)

Z Herbiem Mannem
- 1970 Stone Flute (Embryo)

Z Blue Mitchellem
- 1967 Boss Horn (Blue Note)

Z  The Modern Jazz Quartet
- 1994 MJQ & Friends – A 40th Anniversary Celebration (Atlantic)

Z Lee Morganem
- 1971 Live at the Lighthouse (Blue Note)
- 1979 Sonic Boom (Blue Note)
- 1998 Standards (Blue Note)

Z Joe Passem
- 1977 Quadrant (Pablo)

Z Dukem Pearsonem
- 1965 Wahoo! (Blue Note)
- 1966
  - Honeybuns (Atlantic)
  - Prairie Dog (Atlantic)
- 1967 Sweet Honey Bee (Blue Note)
- 1968
  - Introducing Duke Pearson's Big Band (Blue Note)
  - The Phantom (Blue Note)
- 1969
  - Now Hear This (Blue Note)
  - How Insensitive (Blue Note)
- 1974 It Could Only Happen with You (Blue Note)

Z Oscarem Petersonem i Stéphanem Grappellim
- 1979 Skol (Pablo)

Z Sonnym Rollinsem
- 1065 Sonny Rollins on Impulse! (Impulse! Records)
- 1978 There Will Never Be Another You (Impulse!)

Z Shirley Scott
- 1966 Soul Duo – Shirley Scott & Clark Terry (Impulse!)
- 1989 Oasis (Muse)
- 1991
  - Great Scott! (Muse)
  - Blues Everywhere (Candid)
  - Skylark (Candid)

Z Horacem Silverem
- 1972 All (Blue Note)
- 1973 In Pursuit of the 27th Man (Blue Note)

Z Stanleyem Turrentinem
- 1966 Rough ’n’ Tumble (Blue Note)
- 1967 The Spoiler (Blue Note)

Z McCoyem Tynerem
- 1963 Live at Newport (Impulse!)

Zestawienie wg dat wydania płyt